# Prospalax
Prospalax petteri
Genre
Espèce
Prospalax est un genre éteint de rongeurs de la famille des Cricetidae.
Une seule espèce est rattachée au genre : Prospalax petteri.

## Distribution et datation
La localité type de ce campagnol est Kohfidisch, en Autriche. Il vivait à l'époque du Miocène.

## Taxinomie
Cette espèce a été décrite pour la première fois en 1970 par les paléontologues Friedrich Bachmayer (de) (1913-1989) et Robert Warren Wilson (de) (1909-2006).

## Publication originale
(de + en) Bachmayer et Wilson, 1970 : « Die Fauna der altpliozänen Höhlen- und Spaltenfüllungen bei Kohfidisch, Burgenland (Österreich) - Small Mammals (Insectivora, Chiroptera, Lagomorpha, Rodentia) from the Kohfidisch Fissures of Burgenland, Austria ». Annalen des Naturhistorischen Museums Wien, vol. 74, p. 533-587 (texte intégral) (consulté le 21 octobre 2013).